# Бриту Капеллу, Эрменежилду Карлуш де
Эрменежи́лду Ка́рлуш де Бри́ту Капе́ллу (порт. Hermenegildo Carlos de Brito Capello; 4 февраля 1841 — 4 мая 1917, Лиссабон) — португальский моряк и путешественник, исследователь Африки.
В 1860 году впервые отправился в африканскую экспедицию и провёл в Африке, с перерывами, последующие 25 лет. Участвовал в 1879 году в большой португальской экспедиции в Африку вместе с Серпа Пинту и Ивенсом. Из Дурбана Капеллу (тогда капитан корвета) и лейтенант Ивенс прошли Западную и Центральную Африку до земель Якка, изучали бассейн Кванго и открыли его притоки: Гамба, Кильо и Куго, после чего вернулись в Луанду.
В 1884 году Капеллу и Ивенс прошли весь африканский материк от Моссамедеса (март 1884) до Келимане (июнь 1885), пройдя при этом 8 тыс. км, они исследовали страну между р. Кунене и Верхним Замбези, водораздел между Замбези и Конго и область истоков Луалабы и Луапулы. Описания этих путешествии изданы под заглавиями: «De Benguela as terras de Jacca de 1877 à 1880» и «De Angola a contra costa» (1886). Позже Капеллу был португальским комиссаром в Занзибаре и губернатором в Луанде.
В начале 1900-х годах Капеллу вернулся в Португалию. В 1906 году ему было присвоено звание вице-адмирала. Он был близким советником последнего португальского короля Мануэла II и вышел в отставку после свержения монархии в 1910 году.